# Emas nationalpark
Emas nationalpark är en nationalpark i Brasilien. Parken omfattar sedan 1972 655,14 km². Parken grundades 1961 och omfattade då 1 000 km². Den ligger i delstaten Goiás, i den centrala delen av landet, 600 km sydväst om huvudstaden Brasília. Emas nationalpark ligger 816 meter över havet.
Tillsammans med Chapada dos Veadeiros nationalpark är parken ett världsarv.